# Bayview (Kalifornia, Humboldt megye)
Bayview statisztikai település az USA Kalifornia államában, Humboldt megyében. Lakosainak száma 2619 fő (2020. április 1.). 
A település népességének változása:

| 2010 | 2 510 |
| 2020 | 2 619 |